# M829
M829는 미국이 개발한 에이브람스 전차 전용 날탄(APFSDS)이다.

## 파생형

### M829
초기형의 M829다. 활강속도는 초속 1,670미터, 전체 중량은 18kg, 관통자 627mm이며, 최대 사거리는 3,000m다. 사거리 2,000m일 경우, KE 기준(RHA steel armor) 관통력이 454mm에 달한다.

### M829A1
별명은 "은총알"이다. 전체 중량은 20kg, 관통자는 680mm다. 1,000미터 거리에서는 KE 580mm의 관통력을, 2000미터 거리에선 KE 560mm의 관통력을 지녔다. 4,000미터 거리에선 KE 460mm도 관통할 수 있다.

### M829A2
차세대 날탄이며, "120mm APFSDS-T M829A2"라고도 불린다. 실전배치는 1994년에 됐다. 열화우라늄을 사용해서 텅스텐보다도 관통력이 더 낫다. 2,000미터 거리에서 KE 590mm의 관통력을 갖고 있다.

### M829A3
전체 중량은 22kg. 2,000미터 거리에서 KE 590mm의 관통력이 가능하다.

## 같이 보기
- M1 에이브람스
- K279
- DM-53
- DM-63
- 미 육군